# Palle (ort i Indien)
Palle är en ort i Indien.   Den ligger i distriktet North Goa och delstaten Goa, i den sydvästra delen av landet, 1 500 km söder om huvudstaden New Delhi. Palle ligger 12 meter över havet och antalet invånare är 5 427.
Terrängen runt Palle är kuperad åt sydväst, men åt nordost är den platt. Palle ligger nere i en dal. Runt Palle är det ganska tätbefolkat, med 108 invånare per kvadratkilometer. Närmaste större samhälle är Ponda, 10,1 km sydväst om Palle. I omgivningarna runt Palle växer huvudsakligen savannskog.